# Lago Ohau

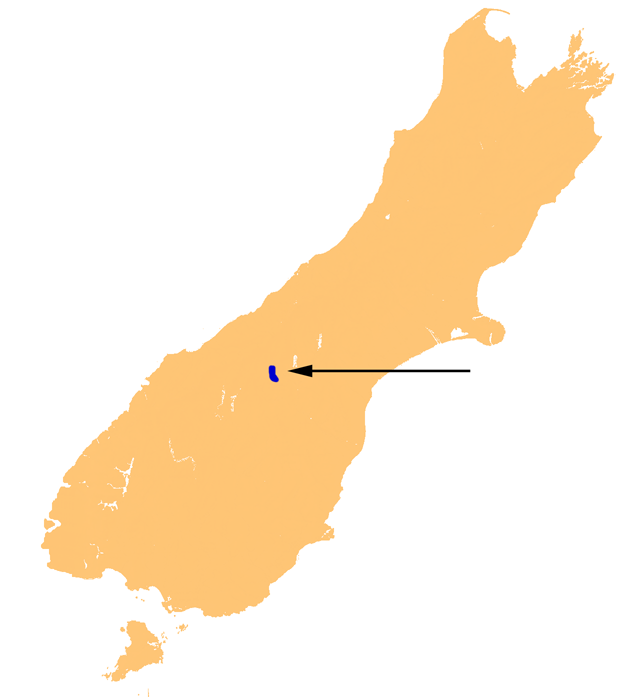
Ubicación del lago Ohau

El Lago Ohau es un lago glacial de la cuenca Mackenzie, en la isla del Sur de Nueva Zelanda. Se alimenta por los ríos Hopkins y Dobson, que nacen en los Alpes del Sur, y desembocan al río Ohau, que a su vez alimenta la Central hidroeléctrica del río Waitaki.
Ohau es el más pequeño de los tres lagos más o menos paralelos que van de norte a sur a lo largo del borde norte de la cuenca Mackenzie (los otros son el Lago Pukaki y el lago Tékapo). Abarca una superficie de 54 km², y posee una profundidad media de 74 m y máxima de 129 m.
El lago forma parte de la frontera tradicional entre las regiones de Otago y Canterbury, siendo el punto más septentrional de Otago las fuentes del río Hopkins. Oficialmente, el lago esta en la parte noroeste del Distrito de Waitaki, en la parte sur de la región de Canterbury.